# Cornel Nemțoc
Cristinel Cornel Nemțoc (Rădăuți, 8 de febrero de 1974) es un deportista rumano que compitió en remo.
Ganó siete medallas en el Campeonato Mundial de Remo entre los años 1993 y 2001.
Participó en dos Juegos Olímpicos de Verano, ocupando el séptimo lugar en Atlanta 1996 y el sexto en Sídney 2000, en la prueba de ocho con timonel.

## Palmarés internacional
| Campeonato Mundial | Campeonato Mundial            | Campeonato Mundial | Campeonato Mundial |
| Año                | Lugar                         | Medalla            | Prueba             |
| ------------------ | ----------------------------- | ------------------ | ------------------ |
| 1993               | Račice (República Checa)      | Medalla de plata   | Ocho con timonel   |
| 1994               | Indianápolis (Estados Unidos) | Medalla de bronce  | Ocho con timonel   |
| 1997               | Aiguebelette (Francia)        | Medalla de plata   | Ocho con timonel   |
| 1997               | Aiguebelette (Francia)        | Medalla de bronce  | Cuatro sin timonel |
| 1998               | Colonia (Alemania)            | Medalla de bronce  | Ocho con timonel   |
| 2001               | Lucerna (Suiza)               | Medalla de oro     | Ocho con timonel   |
| 2001               | Lucerna (Suiza)               | Medalla de bronce  | Dos con timonel    |